# جسر كوبر

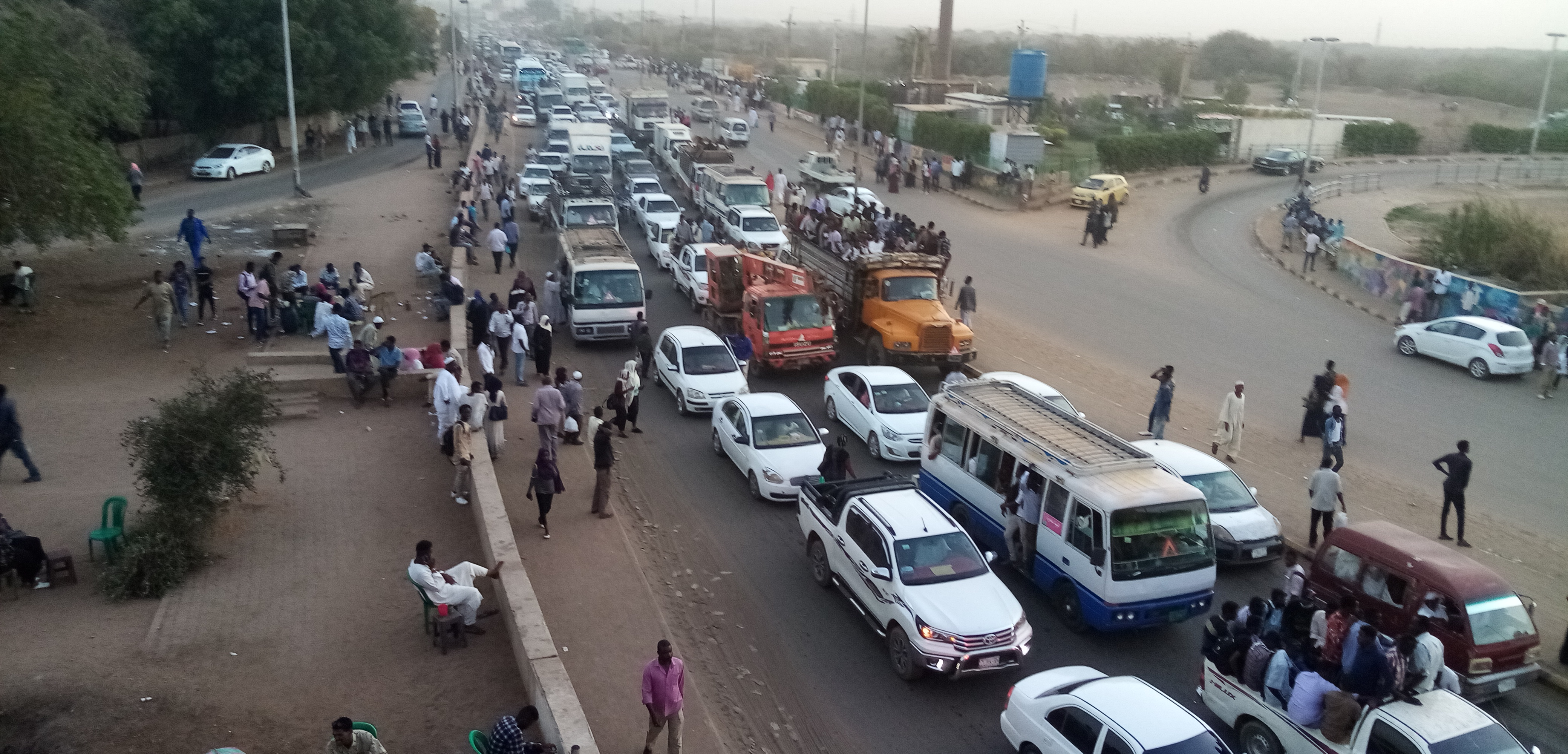
مدخل جسر كوبر

جسر كوبر أو جسر القوات المسلحة ويعرف كذلك باسم جسر بُرِّي. هو جسر كمري بُنيَ من الخرسانة المسلحة.
يقع الجسر في قلب مدينة الخرطوم عاصمة جمهورية السودان.

اشتق اسم الجسر من منطقة كوبر الواقعة في شمال الخرطوم، و بني من قبل الحكومة السودانية في مطلع سبعينيات القرن الماضي. يبلغ طوله 800 متر، و يستوعب ممرين لمرور السيارات في الاتجاهين.
يربط الجسر ضفتي النيل الأزرق الشمالية والجنوبية ببعضهما، حيث يشكل حلقة وصل بين محليتي بحري في الشمال و الخرطوم في الجنوب في ولاية الخرطوم. بصورة اساسية يساهم الجسر في  ربط  مناطق وسط الخرطوم الهامة، مثل مطار الخرطوم الدولي ومباني وزارة الدفاع، بالمنطقة الصناعية شمالاً في الخرطوم بحري.